# Beli Lom (reservoar)
Beli Lom (bulgariska: Бели Лом) är en reservoar i Bulgarien.   Den ligger i regionen Razgrad, i den nordöstra delen av landet, 280 kilometer öster om huvudstaden Sofia. Beli Lom ligger 314 meter över havet.
Trakten runt Beli Lom består till största delen av jordbruksmark. Runt Beli Lom är det ganska tätbefolkat, med 54 invånare per kvadratkilometer.